# Grappling
Cette page contient des caractères spéciaux ou non latins. S’ils s’affichent mal (▯, ?, etc.), consultez la page d’aide Unicode.

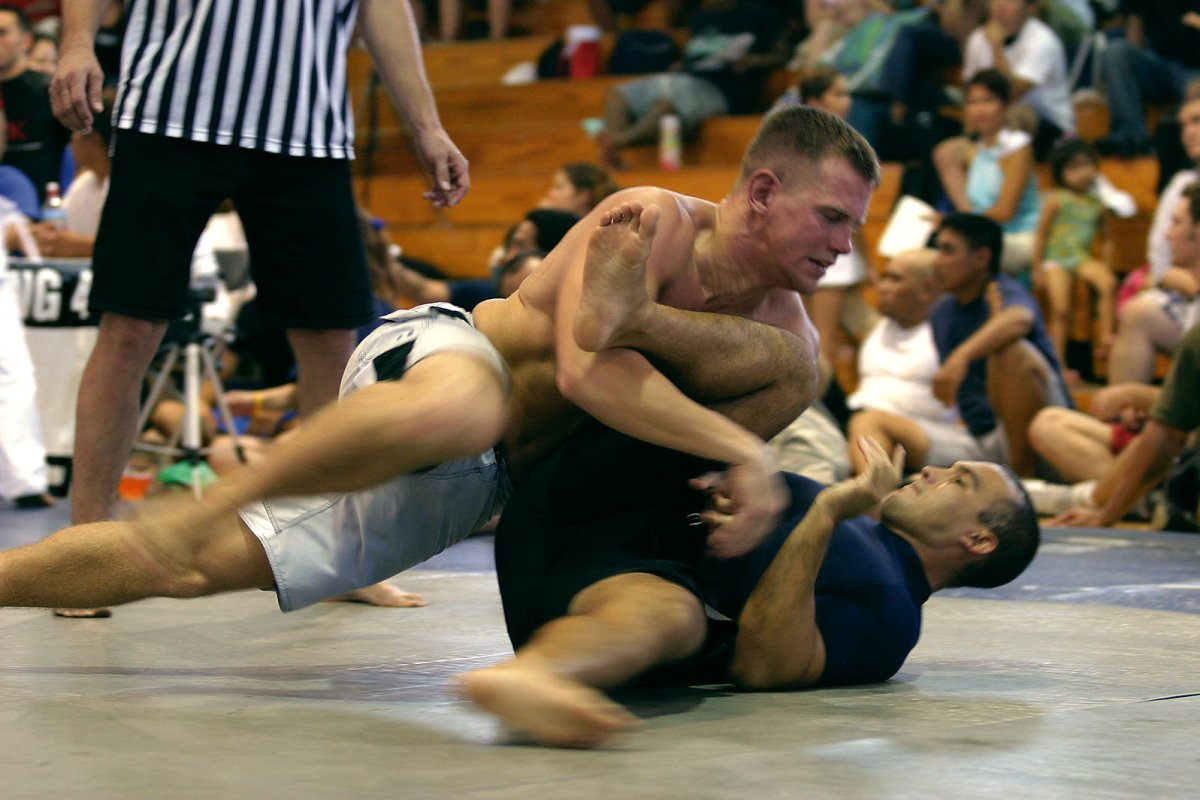
Les championnats hawaïens de grappling, passage de la garde.

Le grappling (signifie « lutte par saisie ou préhension » en anglais) est l'ensemble des techniques de contrôle, projection, immobilisation et soumission d'un adversaire dans un combat debout ou au sol, à mains nues. Les techniques de soumission incluent les luxations, étranglements et compressions. Le concept de grappling est généralement opposé à celui des techniques de percussion (coups de poing, coup de pied…), et se distingue de sports, règles ou systèmes martiaux particuliers (lutte gréco-romaine, judo…).
Le « grappler » est un pratiquant qui utilise principalement des techniques du grappling. Il s'oppose à un « striker » qui, lui, utilise des techniques de frappes et de percussions, comme des coups de poing et de pied. Le grappling peut être pratiqué en position debout (stand-up grappling) ou au sol (ground fighting), mais c'est le combat au sol qui est le plus communément appelé « grappling »[réf. nécessaire].

## Origine et évolutions
Le grappling tel qu'on l'entend aujourd'hui est un terme englobant différentes disciplines de combats sans percussions qui remontent aux origines de l'humanité. En Europe, le grappling est souvent associé à l'histoire de la lutte, qui remonte à la Grèce antique. Le grappling tel qu'on l'entend aujourd'hui, par contre, est une création destinée à englober toutes ces formes de combats au sein d'un système de règles fortement inspiré du jiu jitsu brésilien avec comme différence principale l'impossibilité d'agripper des vêtements. En dehors du jiu jitsu brésilien cette forme de combat se rapproche fortement du catch en tant que sport de combat, et toutes les disciplines de lutte avec soumission, comme la lutte traditionnelle de beaucoup de pays, notamment la lutte slave, la lutte traditionnelle irlandaise, la Luta Livre brésilienne, la lutte de l'école du Lancashire en Angleterre. On retrouve des disciplines similaires partout dans le monde. Aujourd'hui elle attire des pratiquants aussi bien de disciplines comprenant des kimonos (aussi appelé « gi ») ou autres types de vêtements comme la kurtka pour le sambo. Certaines acceptions du terme grappling les incluent aussi, mais cette utilisation est moins répandue à l'heure actuelle.
L'évènement qui a propulsé la popularité du grappling selon les règles appliquées aujourd'hui est l'avènement dans les années 1990 de compétitions d'arts martiaux mixtes, où bien souvent les spécialistes du combat au sol avaient un meilleur ratio de victoires que les athlètes venant de disciplines de percussion. Ces types de combat ont été organisés par différentes organisations comme notamment Shooto,
RINGS et PRIDE FC au Japon ou aux États-Unis avec la création de l'Ultimate Fighting Championship (UFC), cette dernière étant l'organisation la plus populaire toujours en activité. Dans les premiers évènements de celle-ci, un Brésilien nommé Royce Gracie a montré que le grappling était un art redoutable et que la plupart des pratiquants de pied poings devenaient totalement inoffensifs une fois mis au sol. Après ses nombreuses victoires contre des adversaires bien plus lourds et puissants que lui, le Gracie Jiu Jitsu pratiqué par sa famille, mais plus généralement le grappling fut étudié partout dans le monde. Après une décennie d'entrainement dans les disciplines à la fois de percussions et de lutte avec soumission, la plupart des pratiquants de combat libre savent maintenant combattre dans les deux distances, debout et au sol.

### Historique du grappling dans le MMA moderne

#### Popularisation du grappling par le biais des arts martiaux mixtes
En arts martiaux mixtes (MMA), le grappling est un sport nécessaire pour les phases au sol. Au début de l'UFC jusqu'au début des années 2000, pour gagner un titre il fallait « juste » maîtriser le grappling. Les combattants de MMA ont dû devenir polyvalents et maîtriser plus qu'un unique art-martial. La popularisation du sport s'est faite par le biais de grappleurs venant du jiu-jitsu brésilien (JJB). Elle se fit plus particulièrement avec les succès de la famille Gracie et les retentissantes victoires lors de l'UFC 1 de Royce Gracie ou encore de Rickson Gracie au Japon. Les Gracie se présentent alors comme des athlètes croyant en la supériorité de leur art et qui ne cherchent pas à s'inspirer d'un quelconque autre système. Le jiu-jitsu qu'ils pratiquent alors, s'adapte aux règles des organisations dans lesquels ils combattent, soit avec ou sans kimono.
Avec la popularisation du MMA, des athlètes provenant de la lutte, commencent à s'intéresser au jiu jitsu brésilien. Ces combattants, sortant du système de compétition de la lutte amateur, ont souvent cherchés à gagner leur vie en se tournant vers le MMA et en combinant la lutte qu'ils avaient apprise auparavant, et les systèmes de soumissions provenant du jiu jitsu brésilien ou du sambo. C'est ce qui a mené à ce qu'on a appelé le cross training, et à la séparation progressive entre le MMA et le grappling.
Du fait du système inspiré par les Gracie, les grappleurs traditionnels portent une importance capitale au positionnement et au contrôle de l'adversaire. C'est en profitant des mouvements défensifs de leur adversaire, qu'ils vont chercher à placer une soumission comme, Royce Gracie, Rickson Gracie ou Antonio « Nino Elvis » Schembri.

#### La pratique des grapplers actuels
Aujourd'hui les grappleurs pratiquent un art inspiré des disciplines les plus populaires, soit la lutte olympique, et le jiu jitsu brésilien. Ce style s'est popularisé par le biais de cette rencontre aux États-Unis entre des spécialistes des deux disciplines et a inspiré les pratiquants du monde entier. On les retrouve dans le MMA bien sûr, mais aussi dans les compétitions de grappling tel que l'ADCC ou les championnats du monde dit de jiu jitsu brésilien dit « No gi ».
Dans ce style on met alors l'accent sur toutes les phases du grappling. Debout, on va chercher le clinch, soit la saisie debout de l'adversaire, la projection, voire les soumissions debout, bien que plus rares. Au sol, par contre, ce qui correspond souvent à l'essentiel d'un combat de grappling, on va appliquer les mêmes phases que dans un combat de jiu jitsu brésilien, soit, en cherchant à passer la garde et à soumettre si on est dessus, soit en cherchant à contrôler la posture de son adversaire et en le soumettant si on est dessous.

#### Les pratiquants provenant d'autres disciplines que le jiu jitsu brésilien
Si toutefois on trouve en grande majorité des pratiquants de jiu jitsu brésilien pour représenter le sport, ce n'est pas le cas de tous les combattants. Que ce soit en MMA ou en grappling, on trouve des pratiquants d'autres arts dans les compétitions. Kazushi Sakuraba, par exemple, est un bon exemple de grappleur provenant du catch, notamment de Shoot wrestling mais aussi le catch pratiqué dans le Lancashire en Angleterre, par le biais de son entraîneur Billy Robinson. Erik Paulson et Josh Barnett sont aussi deux athlètes provenant de ces mêmes disciplines et qui ont combattu aussi bien en Grappling qu'en MMA. Il existe aussi de plus en plus de grappleurs provenant du Sambo, sport représenté en MMA par le célèbre Fedor Emelianenko. Au Brésil, en France et en Allemagne, beaucoup d'athlètes s’entraînent aussi en Luta Livre un autre style de lutte avec soumission sans kimono.

## Les différentes disciplines degrappling

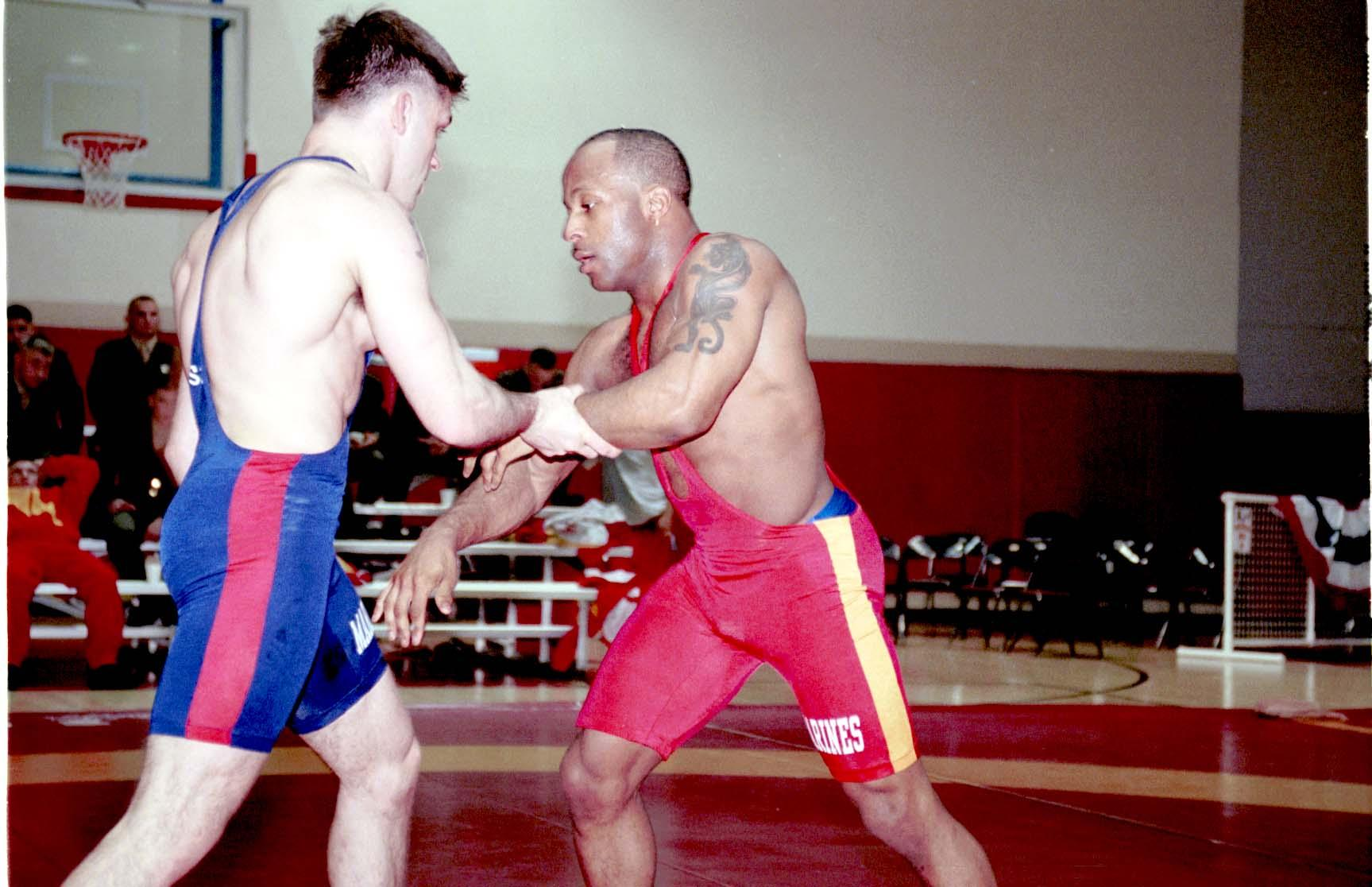
Lutte.

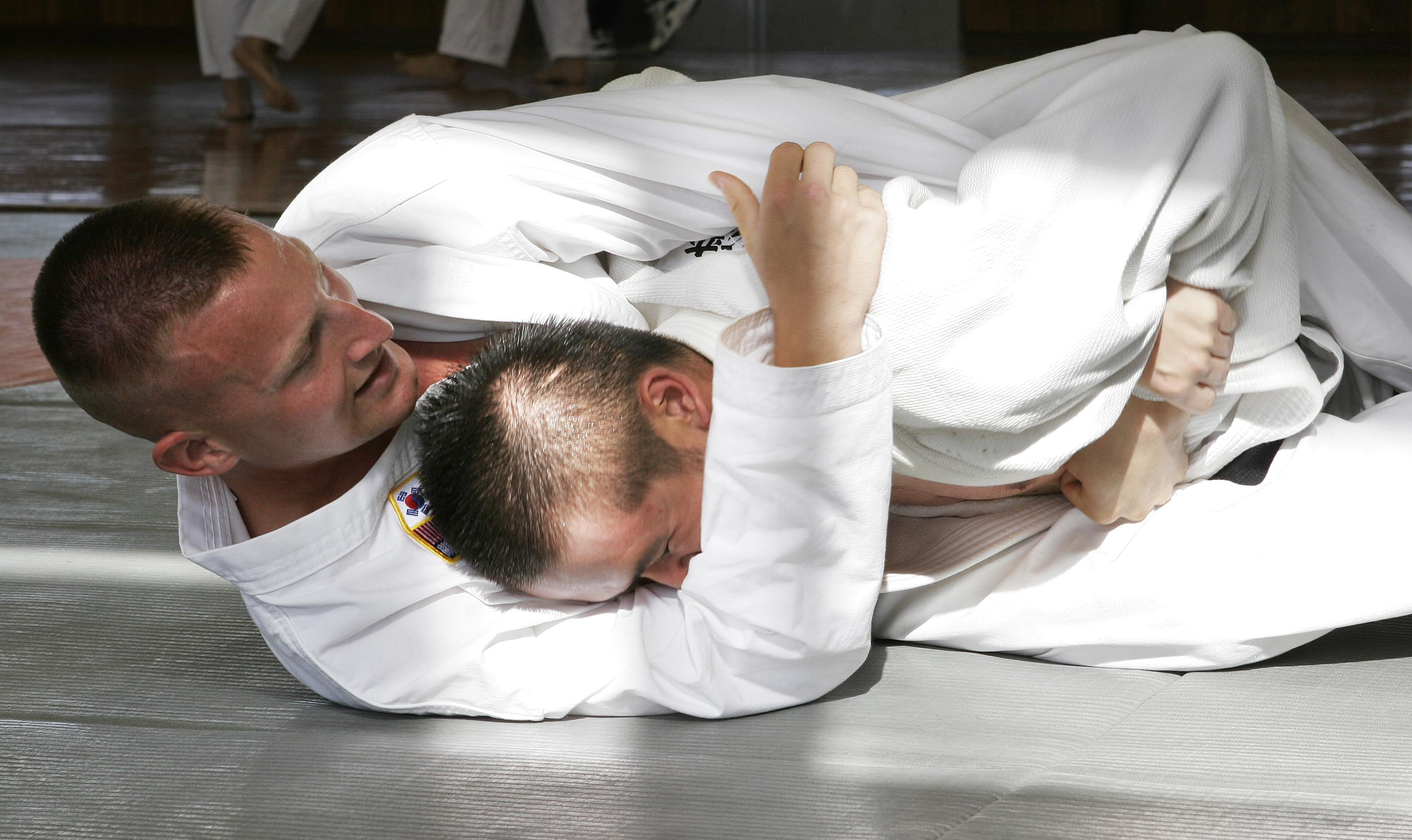
Le Ne Waza en judo.

Les systèmes de grappling sont nombreux. Les plus populaires actuellement sont : le jiu-jitsu brésilien, le sambo, le judo, la lutte de manière générale, le catch pratiqué comme sport de combat, et le shoot wrestling japonais. Dans ces disciplines, l'objectif est de projeter l'adversaire ou d'amener le combat au sol et d'obtenir un contrôle ou une soumission. La victoire s'obtient ainsi soit par immobilisation, soit par finalisation de son adversaire avec notamment un étranglement ou une clé. L'adversaire peut alors abandonner, ou bien l'arbitre peut intervenir s'il y a un risque pour l'intégrité physique d'un combattant.
Le grappling est souvent utilisé pour décrire la lutte avec soumission sans kimono. Du fait de l'impossibilité d'agripper des vêtements l'éventail de techniques possibles est plus limité que dans le Jiu jitsu brésilien (quand il est pratiqué avec un gi)

## Les techniques degrappling
- Le combat debout 
  - Le clinch : saisie de l'adversaire debout visant à obtenir une finalisation debout (par une clé articulaire ou un étranglement - souvent une guillotine) ou un amené au sol. On appelle clinch thaï la saisie de la nuque de l'adversaire en passant ses deux mains derrière sa tête[1].
  - L'amené au sol : aussi appelé « takedown ». L'amené au sol consiste à retirer l'appui des pieds de l'adversaire. On l'appelle projection lorsqu'il se fait en projetant violemment l'adversaire sur le sol, dans le but de le mettre rapidement ou directement hors-combat (auquel cas, on l'appelle un slam).
  - Le sprawl : technique de défense contre un amené au sol consistant à reculer ses jambes et passer les bras par-dessus son adversaire pour le contrôler en position dominante, notamment lorsqu'il essaye de faire une saisie au niveau des membres inférieurs.
- Le combat au sol
  - La position dominante
  - Le renversement (sweep)
- La finalisation

## Fédérations
Depuis 2014, il existe plusieurs fédérations internationales de grappling : l'IGF (International Grappling Federation) et la WGF (World Grappling Federation) qui a été intégrée à la Fédération internationale des luttes associées en 2015.
En France, la Commission nationale sportive de Grappling (CNSG, anciennement « Comité français de Grappling ») fait partie des disciplines associées à la Fédération française de lutte.